# Ferenc Rajniss
Ferenc Rajniss, född 24 juli 1893 i Bardejov, död 12 mars 1946 i Budapest, var en ungersk journalist och fascistisk politiker. Han var Ungerns utbildningsminister från den 16 oktober 1944 till den 7 mars 1945.

## Biografi
Rajniss verkade initialt som lärare i Bukarest. Han studerade några år vid Columbia University och vid hemkomsten blev han vice VD för Riksförsäkringsinstitutet. Han grundade en tidning, Magyar Futár, som snart blev känd för sin antisemitism. Rajniss, som var anhängare till Gyula Gömbös, ingick i Magyar Országos Véderő Egylet (ungefär "Nationella Ungerska Försvarsförbundet"). I början av 1930-talet invaldes Rajniss som ledamot i Ungerska parlamentet, där han representerade det högerextrema Nemzeti Front ("Nationella Fronten"). Han lämnade dock detta parti i oktober 1937 för att tillsammans med Zoltán Böszörmény och Fidél Pálffy bilda Ungerska Nationalsocialistiska Partiet. Året därpå anslöt sig Rajniss till Béla Imrédy och dennes parti Nationell Förnyelse.

### Nazisten Rajniss
Rajniss grundade sin andra tidning, Esti Ujság, som hade en utpräglad pronazistisk agenda. Han inledde ett samarbete med de tyska nazisterna och Reichssicherheitshauptamt (RSHA), Tredje rikets säkerhets- och underrättelseministerium. Rajniss blev nu anhängare till Pilkorsrörelsens ledare, Ferenc Szálasi, och bildade 1944 partiet Nemzeti Szovetseg ("Nationella Federationen"), som stödde denne och förordade att Ungern skulle fortsätta kriget på Tysklands sida. 
Szálasi utnämndes av Tyskland till premiärminister den 16 oktober och Rajniss ingick då i ett särskilt triumvirat tillsammans med generalen  Károly Beregfy och Sándor Csia. Därtill utnämndes Rajniss till utbildningsminister i Szálasis regering.
Efter Pilkorsregeringens upplösning och andra världskrigets slut dömdes Rajniss till döden och avrättades genom arkebusering.